# サラスヴァティー川

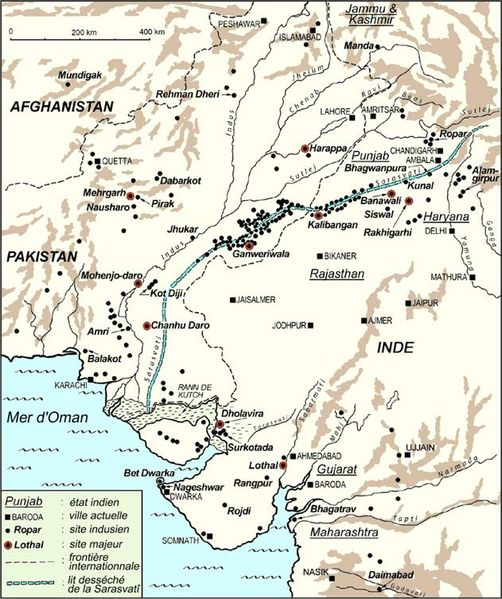
インダス文明の遺跡群の中央を流れていたと考えられるサラスヴァティー川（Sarasvati）。

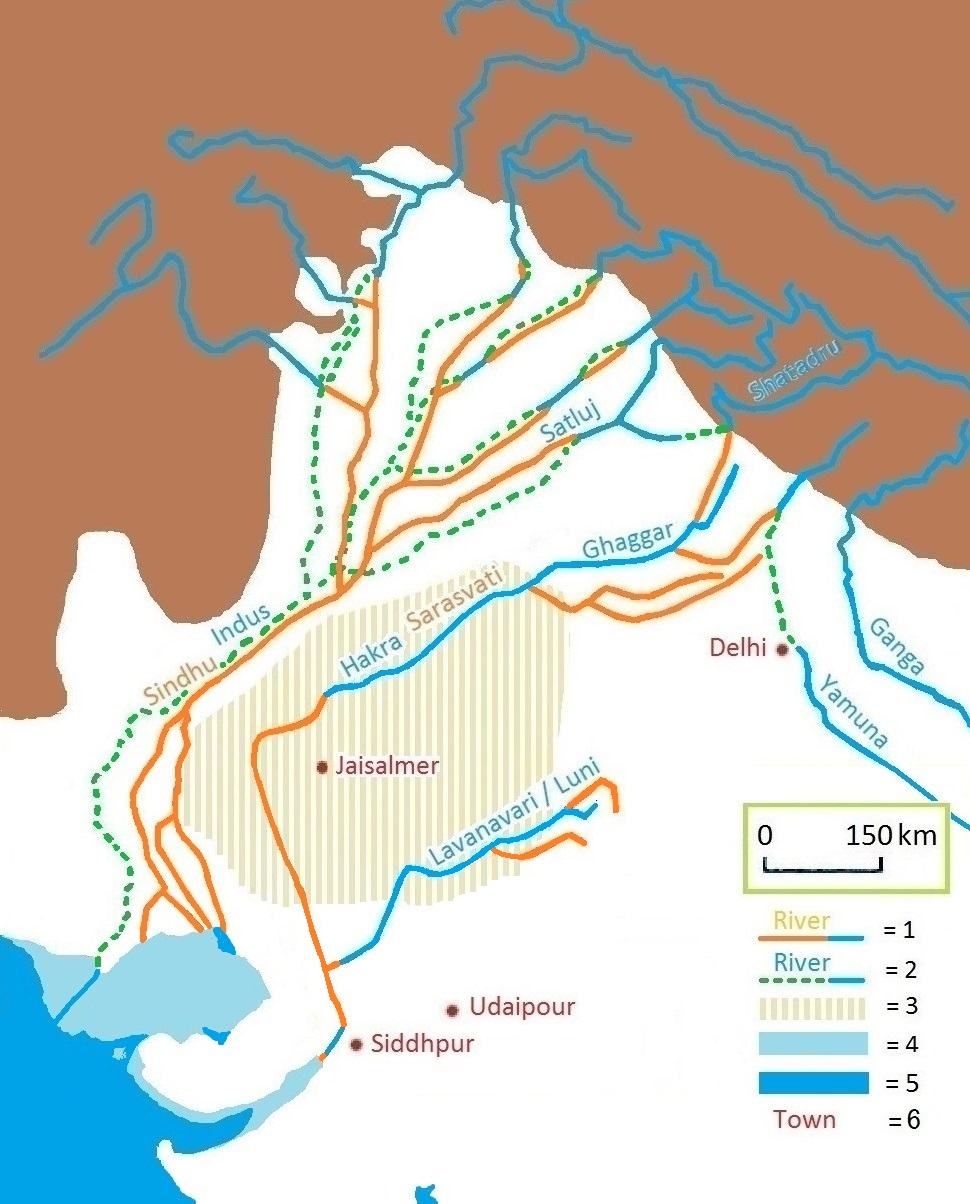
現在のタール砂漠の真ん中を流れていたと考えられている。

サラスヴァティー川（サンスクリット語 सरस्वती नदी sárasvatī nadī）は、古代インドの諸文献において言及されている、現在は無くなった河川である。現在のガッガル・ハークラー涸河床であるとする説がある。特に『リグ・ヴェーダ』において、宗教的な文脈等で重要な役割を果たしており、この川を賛美する賛歌が存在する。既にブラーフマナにおいては、サラスヴァティー川は砂漠に干上がったということが述べられている。サラスヴァティー女神は、元来はこの川を神格化した神である。
サラスヴァティー川は、シンドゥ七大河の筆頭の河川であり、「河川賛歌」に賛美される十の河川のうちのひとつでもある。また、『リグ・ヴェーダ』において、ひとつの賛歌全体がひとつの河川を賛美するものであるのは、このサラスヴァティー川の賛歌のみである。
サラスヴァティー川が現実のどの川であるかは諸説あって不明である。主な説に
- ガッガル・ハークラー川
- ヘールマンド川[1]
- 対応する川は現実には存在しない

がある。